# کاروانسرای ایزدخواست
کاروانسرای ایزدخواست مربوط به زمان شاه عباس صفوی است و در ایزدخواست، داخل شهر واقع شده و این اثر در تاریخ ۷ مهر ۱۳۵۴ با شمارهٔ ثبت ۱۱۱۲ به‌عنوان یکی از آثار ملی ایران به ثبت رسیده‌است.

## ثبت در فهرست میراث جهانی
در ۲۶ شهریور ۱۴۰۲ در جریان چهل و پنجمین اجلاس کمیته میراث جهانی یونسکو در ریاض، کاروانسرای ایزدخواست به‌همراه ۵۳ کاروانسرای تاریخی دیگر (جمعاً ۵۴ کاروانسرا در ۲۴ استان ایران) تحت عنوان کاروانسراهای ایرانی در فهرست میراث جهانی قرار گرفتند. این مجموعه جهانی به عنوان بیستمین و هفتمین اثر جهانی کشور ایران شناخته می‌شود.

## نگارخانه

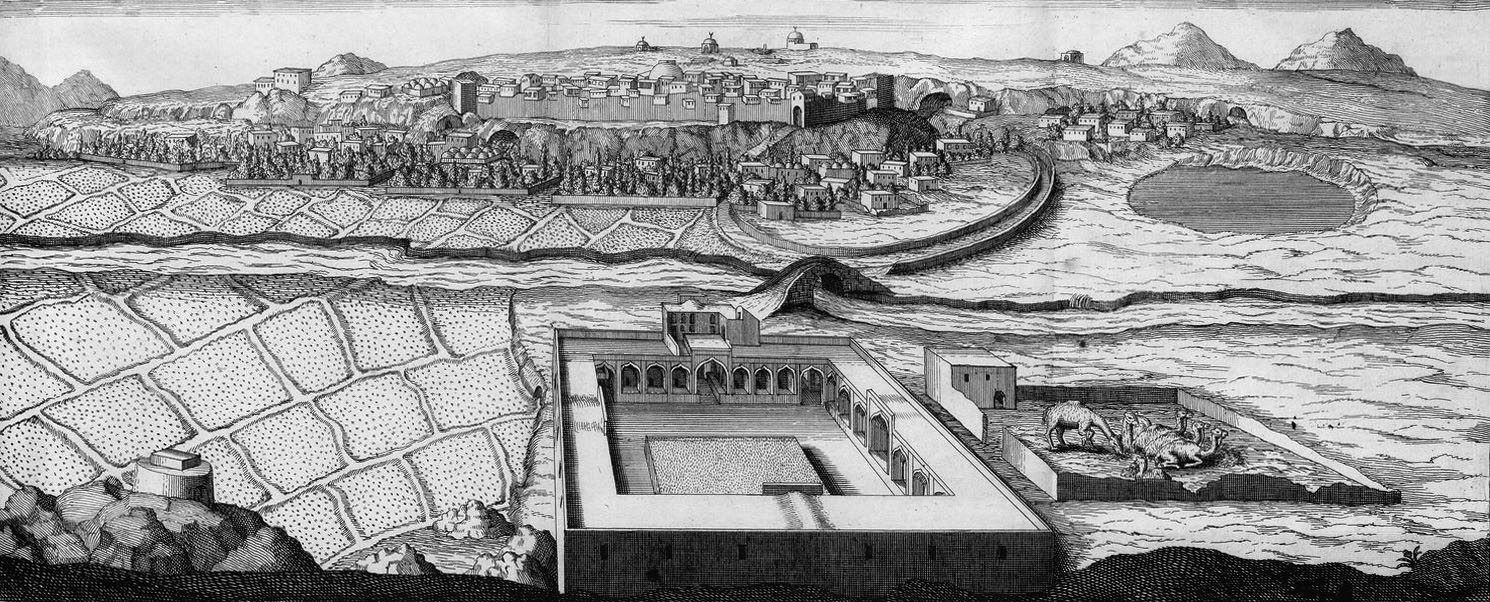
نگاره‌ای از ژان شاردن
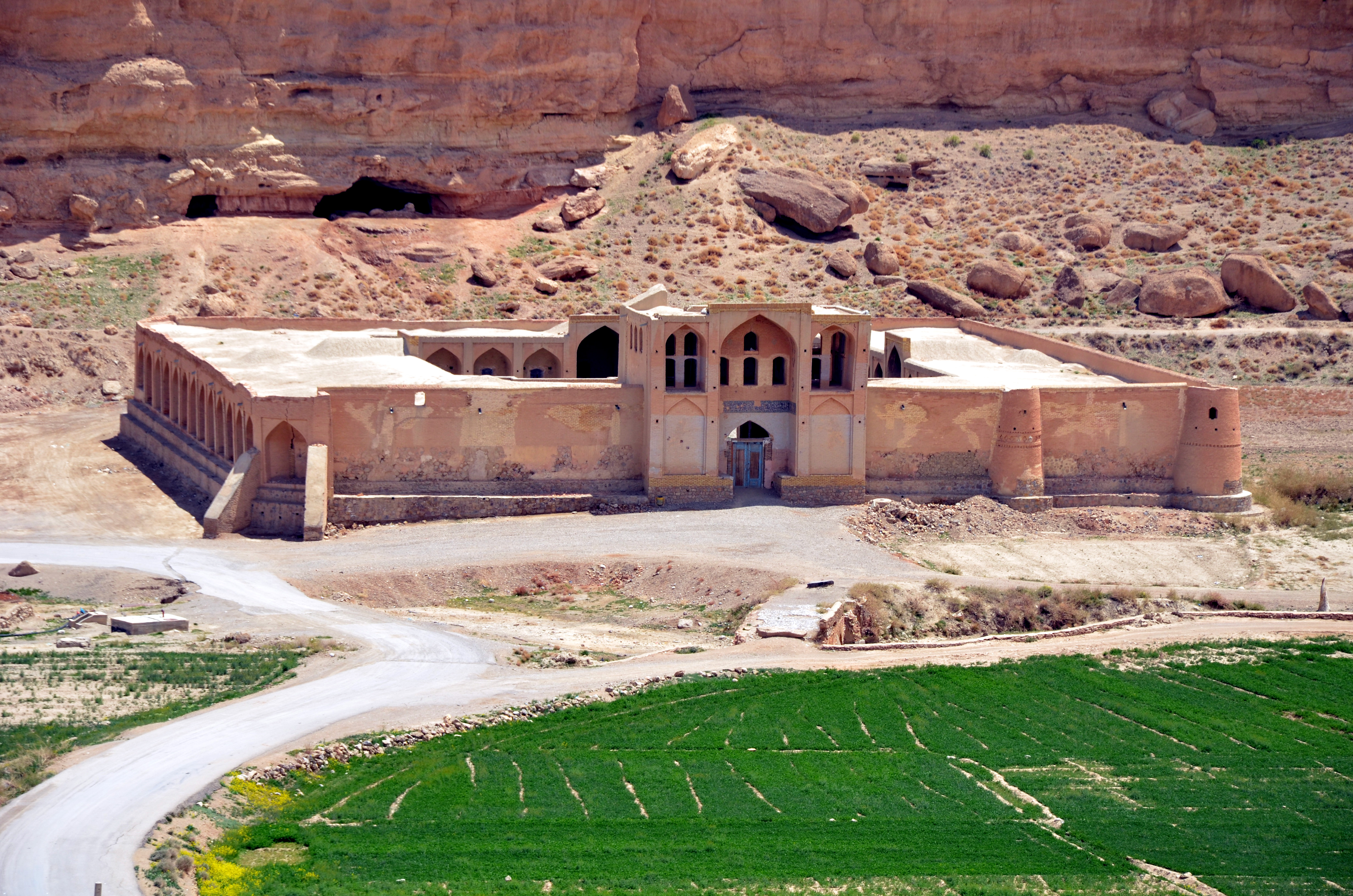
نمای عمومی کاروانسرا
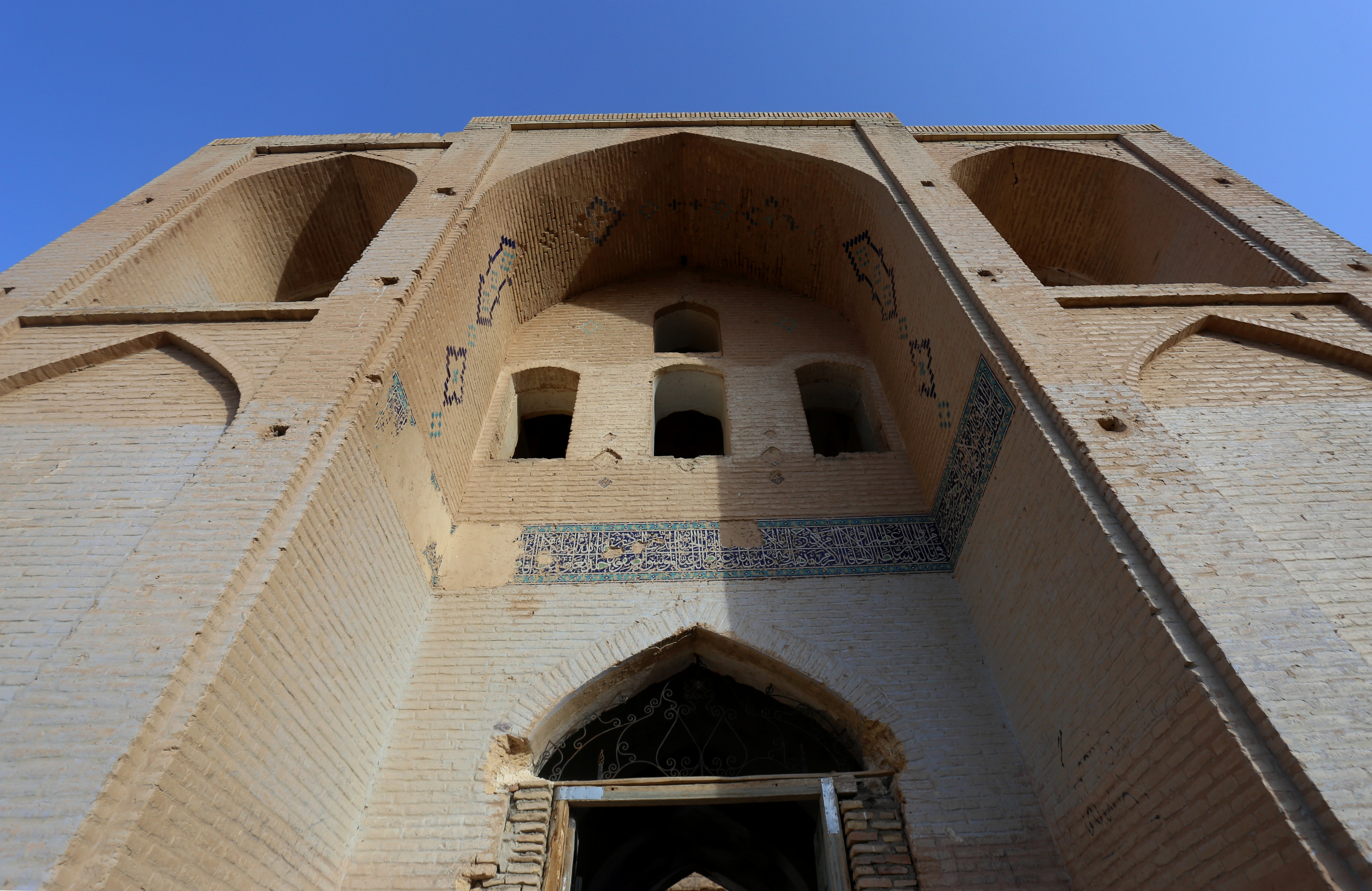
نمای نزدیک ایوان ورودی